# Europese weg 652
De Europese Weg 652 of E652 is een Europese weg die loopt van Klagenfurt in Oostenrijk naar Naklo in Slovenië.

## Algemeen
De Europese weg 652 is een Klasse B-verbindingsweg en verbindt het Oostenrijkse Klagenfurt met het Sloveneense Naklo en komt hiermee op een afstand van ongeveer 51 kilometer. De route is door de UNECE als volgt vastgelegd: Klagenfurt - Loibl Pass - Naklo.